# Ефект акселератора
Акселера́тор — показник, що використовується в державному регулюванні ринкової економіки. Він відображає відношення приросту (зменшення) інвестицій до приросту (зменшення) доходу, споживчого попиту або річної продукції, що зумовили зміну обсягів цих інвестицій.
{\displaystyle A={\frac {I}{Y_{b}+1+Y_{b}+2}}\,}
- A — акселератор
- I — інвестиції
- Y — прибуток

Акселератор служить кількісним виразом «принципу акселерації», згідно з яким кожен приріст або скорочення доходу, попиту або продукції викликає більший у відносному виразі приріст або скорочення індивідуальних інвестицій. Акселератор характеризує зміни обсягу інвестицій, зумовлених зростанням або падінням споживчих витрат.